# Eilema aurantioflava
Eilema aurantioflava är en fjärilsart som beskrevs av Rothschild 1912. Eilema aurantioflava ingår i släktet Eilema och familjen björnspinnare. Inga underarter finns listade i Catalogue of Life.